# The Mysterious Mrs. M.
Pour plus de détails, voir Fiche technique et Distribution.
The Mysterious Mrs. M. ou The Mysterious Mrs. Musslewhite est un film américain réalisé par Lois Weber, sorti en 1917.

## Synopsis
Raymond Van Seer est riche et en bonne santé mais il n'est pas heureux et envisage de se suicider. Ses amis lui parle de Mme M. qui peut lui prédire son avenir. Bien que sceptique, il va la voir et ses doutes s'effacent lorsque se produit un petit incident qu'elle lui avait prédit. À sa seconde visite, il prend peur quand elle lui annonce qu'il va mourir à une certaine date. À la même période, il rencontre Phyllis Woodman et sa vie lui devient plus agréable. Il attend néanmoins stoïquement la date fatidique mais au dernier moment il découvre qu'il ne s'agissait que d'un coup monté par ses amis pour lui donner une bonne leçon.

## Fiche technique
- Titre original : The Mysterious Mrs. M.
- Réalisation : Lois Weber
- Scénario : Lois Weber, d'après une nouvelle de Thomas Edgelow
- Photographie : Allen G. Siegler
- Société de production : Bluebird Photoplays
- Société de distribution : Bluebird Photoplays
- Pays d'origine :  États-Unis
- Langue originale : anglais
- Format : Noir et blanc  — 35 mm — 1,37:1 — Film muet
- Genre : drame
- Durée : 50 minutes (5 bobines)
- Dates de sortie : États-Unis : 5 février 1917
- Licence : Domaine public

## Distribution
- Harrison Ford : Raymond Van Seer
- Mary MacLaren : Phyllis Woodman
- Evelyn Selbie : Mme Musselwhite
- Willis Marks : Green
- Frank Brownlee : Docteur Woodman
- Bertram Grassby : un membre du club
- Charles Hill Mailes : un membre du club
- Arthur Forde